# Come il re leone
Come il re leone è il primo album postumo del rapper Cranio Randagio, pubblicato il 9 novembre 2018 da NAR International e distribuito da A1 Entertainment.
L'album ha ottenuto un discreto successo in Italia, debuttando 29° nella classifica FIMI Album e raccogliendo più di 3 milioni di ascolti su Spotify.

## Tracce
Testi di Vittorio Andrei, musiche di Francesco Saverio Caligiuri e Gabriele Centofanti, eccetto dove indicato.
1. Se solo potessi – 3:21
2. Tarantino – 2:48
3. Lupi della notte (feat. Rancore) – 3:40 (testo: Tarek Iurcich, Vittorio Andrei – musica: Jeremy Buxton)
4. Senza una direzione – 3:44 (testo: Luca Orsini, Vittorio Andrei – musica: Ill Coinquilino, D.Sigal)
5. Sabbia (feat. Gemello) – 3:44 (testo: Andrea Ambrogio, Vittorio Andrei)
6. Molta di più – 3:10
7. Estate e sto qua – 3:40 (musica: Dario Cicala, Gabriele Centofanti, Eugenio Centofanti, Emanuele Gabrielli)
8. Impacchetta tutto (feat. Sergio Andrei) – 3:09 (testo: Sergio Andrei, Vittorio Andrei)

## Formazione
Musicisti
- Cranio Randagio – voce
- Gabriele Centofanti – basso
- Rancore – voce aggiuntiva (traccia 3)
- Gemello – voce aggiuntiva (traccia 5)
- Emanuele Gabrielli – sassofono (traccia 7)
- Eugenio Centofanti – tromba (traccia 7)
- Sergio Andrei – voce aggiuntiva (traccia 8)

Produzione
- Squarta – produzione, registrazione, missaggio, mastering
- Gabbo – produzione, registrazione
- Jeremy Buxton – produzione (traccia 3)
- III Coinquilino – produzione (traccia 4)
- D.Sigal – produzione (traccia 7), co-produzione (traccia 4)

## Classifiche
| Classifiche (2018) | Posizione massima |
| ------------------ | ----------------- |
| Italia             | 29                |

## Videografia

### Video Musicali
| Anno | Titolo           | Regista/i            |
| ---- | ---------------- | -------------------- |
| 2016 | Estate e sto qua | Leopoldo Modugno     |
| 2017 | Se solo potessi  | Francesco de Giorgio |